# IFC Films
IFC Films – amerykańskie przedsiębiorstwo zajmujące się głównie produkcją i dystrybucją filmów niezależnych, założone w 1999 roku.
Prezesem przedsiębiorstwa od 2007 roku jest Jonathan Sehring.
Przedsiębiorstwo posiada dwa oddziały, w tym Sundance Selects, zajmujący się dystrybucją wybranych filmów zagranicznych i filmów dokumentalnych oraz IFC Midnight, zajmujący się dystrybucją filmów gatunkowych.